# Гордиенко, Михаил Иванович
Михаил Иванович Гордиенко (6 ноября 1921, с. Висачки, Полтавская губерния — 3 мая 1999, ст. Кагальницкая, Ростовская область) — советский работник сельского хозяйства, Герой Социалистического Труда.

## Биография
Родился 6 ноября 1921 года в селе Висачки на Полтавщине. В 1940 году окончил Красногоровский агрозооветтехникум.
С июня 1940 года служил в Красной Армии. Участник Великой Отечественной войны с самого её начала. Занимал должность командира орудия 3-го мотострелкового батальона 7-й гвардейской механизированной бригады, гвардии старший сержант.

Утром 23 ноября главные силы 4-го танкового корпуса генерала А. Г. Кравченко 21-й армии Юго-Западного фронта — 45-я танковая бригада под командованием полковника П. К. Жидкова — переправились через р. Дон севернее г. Калач и в 16 час. того же дня соединились в районе пос. Советский с передовым отрядом 4-го механизированного корпуса генерала В. Т. Вольского Сталинградского фронта — 36-й механизированной бригадой под командованием подполковника М. И. Родионова. В числе первых соединившихся с войсками Сталинградского фронта в районе пос. Советский были сержант М. И. Гордиенко (ставший после войны Героем Социалистического Труда), его механик-водитель Серебряков, заряжающий Закиров, командир взвода младший лейтенант Горохов из танковой роты старшего лейтенанта В. Еремеева и артиллерист Е. В. Терехов.

Так было завершено окружение 22 вражеских дивизий (в числе их 3 танковые, 3 моторизованные, 14 пехотных, кавалерийская, румынская пехотная дивизия) и 160 отдельных частей различных родов войск — в общей сложности 330 тыс. человек.— Лелюшенко Д. Д. Гл. 3 : Под Сталинградом // Москва—Сталинград—Берлин—Прага : Записки командарма.
Демобилизовавшись в 1946 году в звании гвардии младшего лейтенанта, Михаил Гордиенко приехал в Мечётинский район Ростовской области. Работал зоотехником Злодейского участка, затем главным зоотехником райсельхозотдела. В 1949 году колхозники Хомутовской сельскохозяйственной артели избрали его своим председателем. С 1957 года — председатель колхоза имени Калинина Кагальницкого (с 1960 года — Зерноградского) района Ростовской области. Особенно высоких результатов колхоз имени Калинина добивался в 1960-е годы. А в 1973 году земледельцы колхоза собрали с каждого гектара свыше 38 центнеров зерна.
Занимался общественной деятельностью — избирался депутатом Ростовского областного Совета народных депутатов, членом райкома КПСС.

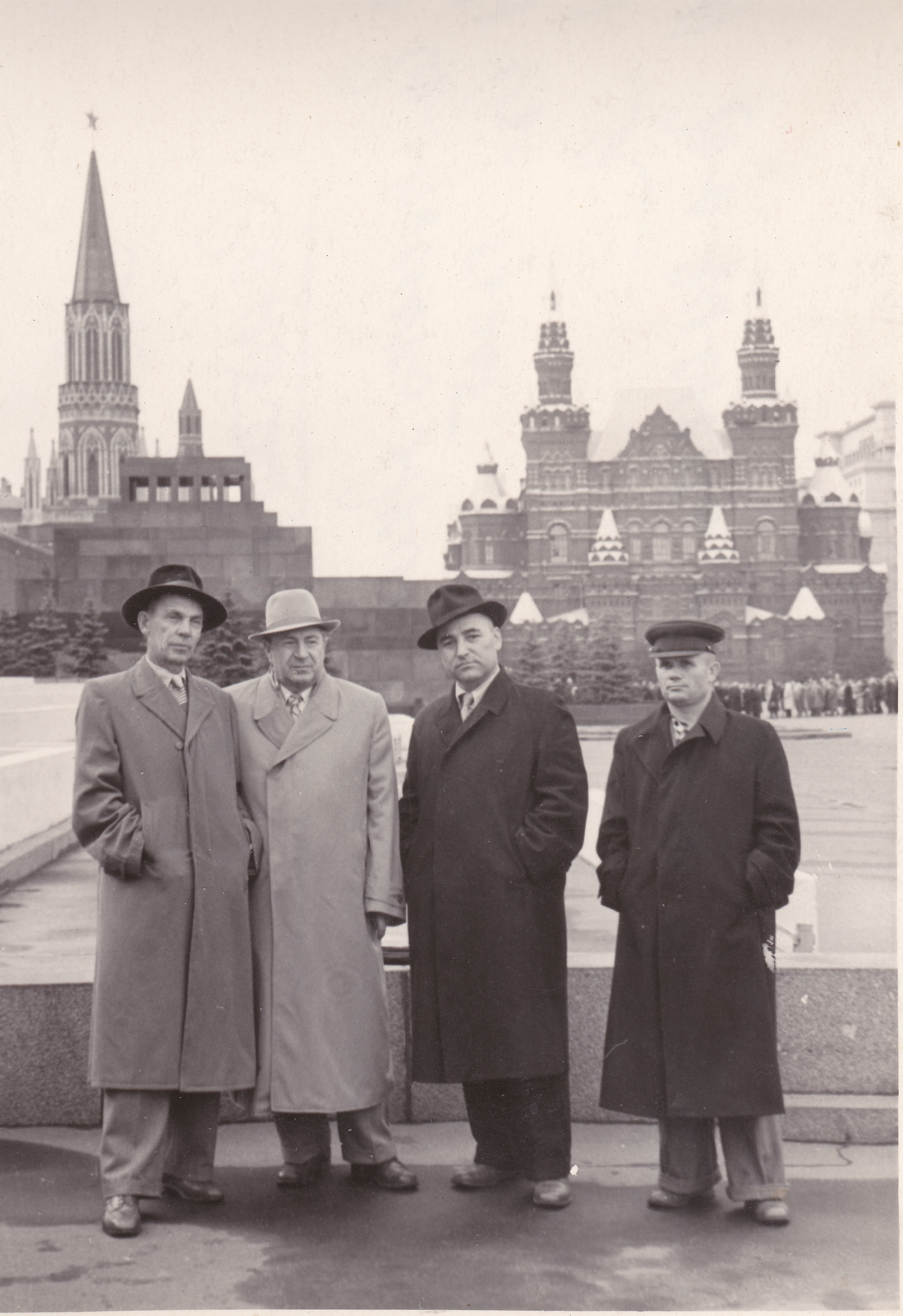
Москва, сентябрь 1959 года. Представители передовых колхозов Ростовской области — участники научно-методического совещания по развитию животноводства. Слева направо: Гордиенко Аким Евдокимович; его брат Гордиенко NN Евдокимович; Данилов Георгий Кириллович — председатель колхоза «Вперёд к коммунизму» Кагальницкого района Ростовской области; Гордиенко Михаил Иванович.

В 1980-х годах Гордиенко вышел на пенсию. Жил в станице Кагальницкая Ростовской области. Умер 3 мая 1999 года.

## Память
- 9 октября 1999 года в станице Кагальницкой на доме М. И. Гордиенко открыта мемориальная доска.

## Награды
- Указом Президиума Верховного Совета СССР от 23 июня 1966 года за успехи, достигнутые в увеличении производства и заготовок пшеницы, ржи, гречихи, других зерновых и кормовых культур и высокопроизводительном использовании техники, Гордиенко Михаилу Ивановичу присвоено звание Героя Социалистического Труда с вручением ордена Ленина и золотой медали «Серп и Молот».
- За военные подвиги награждён орденом Красной Звезды (25.07.1944), медалями «За отвагу» (18.10.1943), «За боевые заслуги» (22.02.1944).
- Также был награждён орденом Отечественной войны 1-й степени (11.03.1985), орденом «Знак Почета» (1954) и многими медалями.